# Dâmbău, Mureș
Dâmbău (în maghiară Küküllődombó, în germană Hügeldorf) este un sat în comuna Adămuș din județul Mureș, Transilvania, România. Originea numelui este "deal", cel mai probabil provine din cuvântul slav "Dobova".

## Localizare
Satul Dâmbău este situat la 5 km vest de Târnăveni, pe DJ 117 și este situat la 330 m deasupra nivelului mării.

## Istorie
Se spune că inițial satul Dâmbău nu s-a aflat aici, ci mai la vest, pe o vale înconjurată de dealuri. Cea de a doua invazie tătară (în jurul anului 1650) a distrus satul și valea respectivă era un loc potrivit pentru a reconstrui așezarea. Valea unde satul a fost reconstruit a fost numită „Dâmbău mic”.

## Populație
Evoluția demografică a satului din 1850 până la recensământul din 1992:
- 1850 - 715 locuitori din care 119 români, 484 maghiari, 2 germani, 9 evrei, 101 rromi
- 1930 - 1.003 locuitori din care 104 români, 805 maghiari, 9 germani, 85 rromi
- 1977 - 1.404 locuitori din care 445 români, 936 maghiari, 2 germani, 21 rromi și 1 slav
- 1992 - 1.229 locuitori din care 418 români, 780 maghiari, 2 germani, 29 rromi

Conform Recensământului din anul 2022 populația localității era de 937 locuitori. 

## Personalități
- Lajos Ütő (1886-1977), pastor unitarian, scriitor, editor de ziar.
- László Hunyadi, (n. 1933), sculptor.

## Referință
Léstyán Ferenc: Megszentelt kövek : A középkori erdélyi püspökség templomai I–II. 2. bőv. kiadás. Gyulafehérvár: Római Katolikus Érsekség. 2000. Arhivat în 12 septembrie 2018, la Wayback Machine.

## Imagini

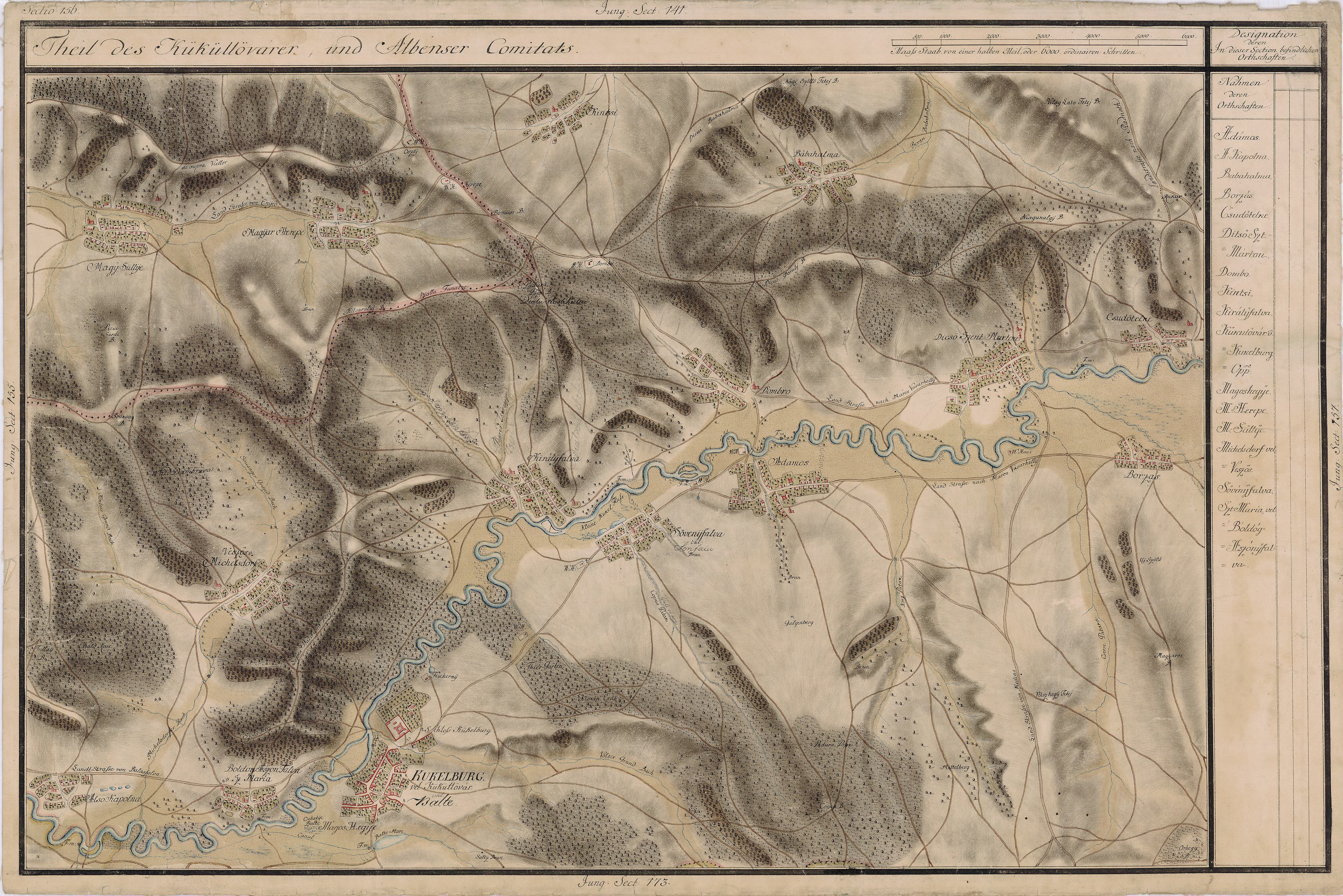
Dâmbău pe Harta Iosefină a Transilvaniei, 1769-73
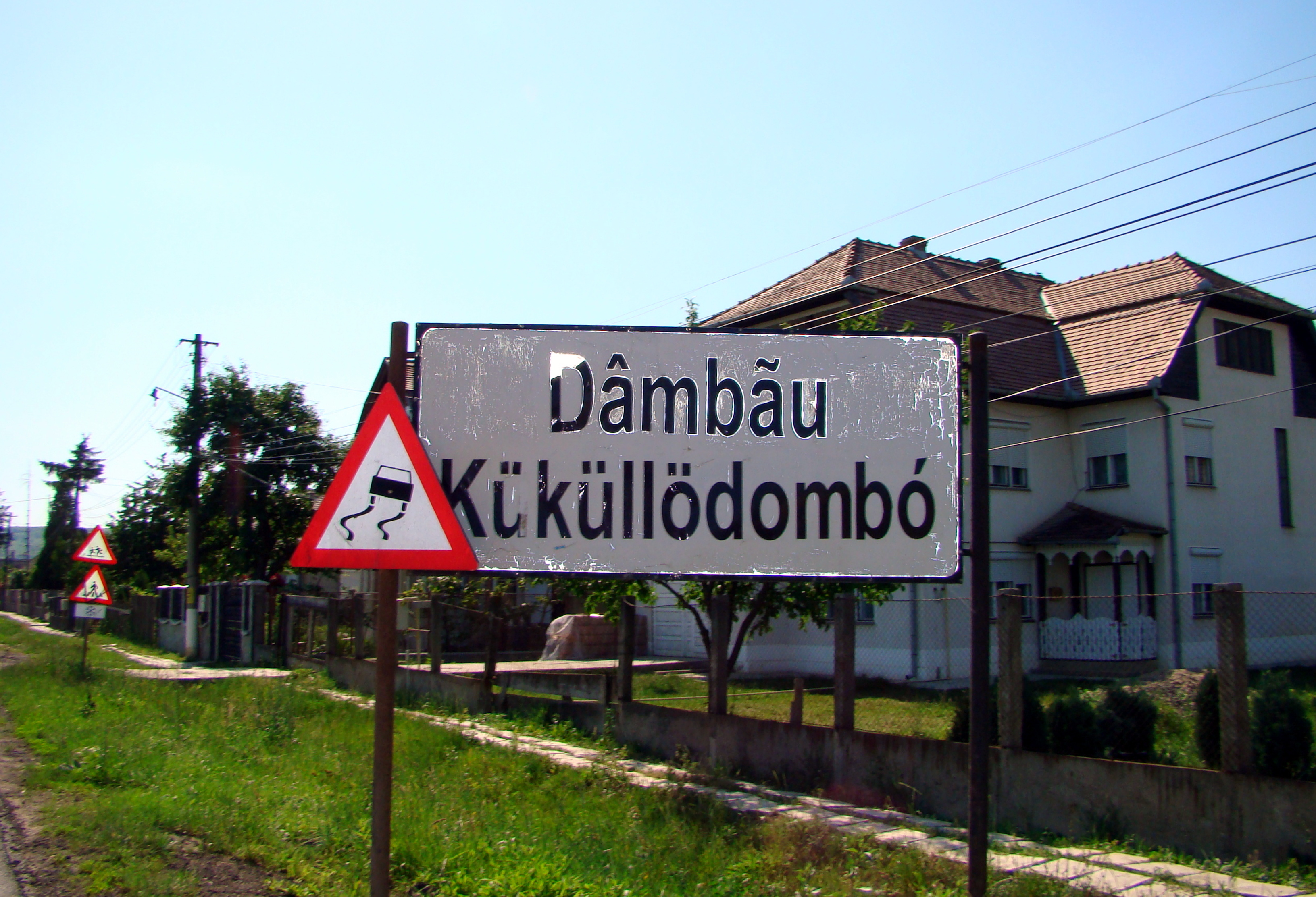
Intrarea în localitate
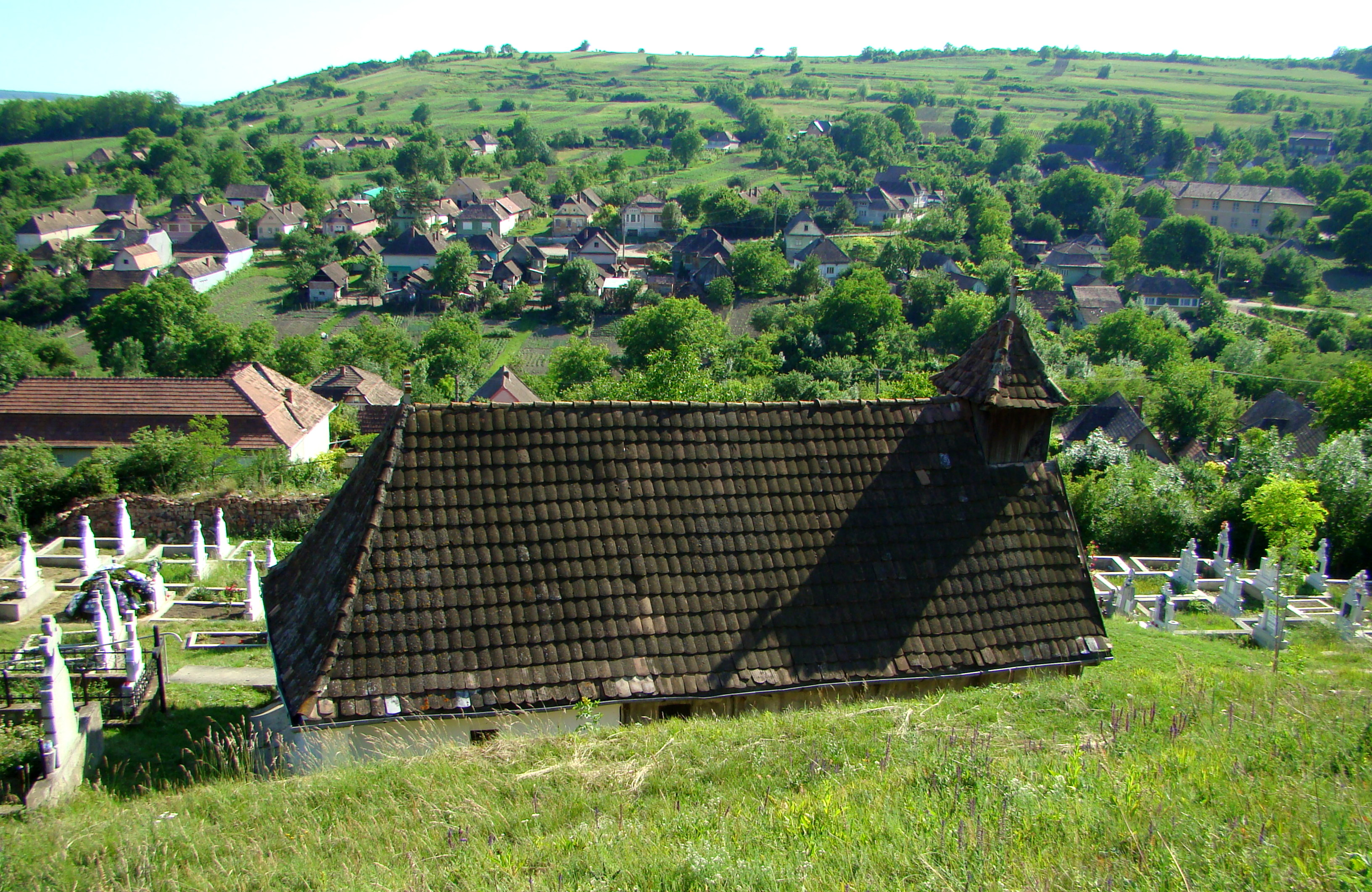
Biserica de lemn (monument istoric)
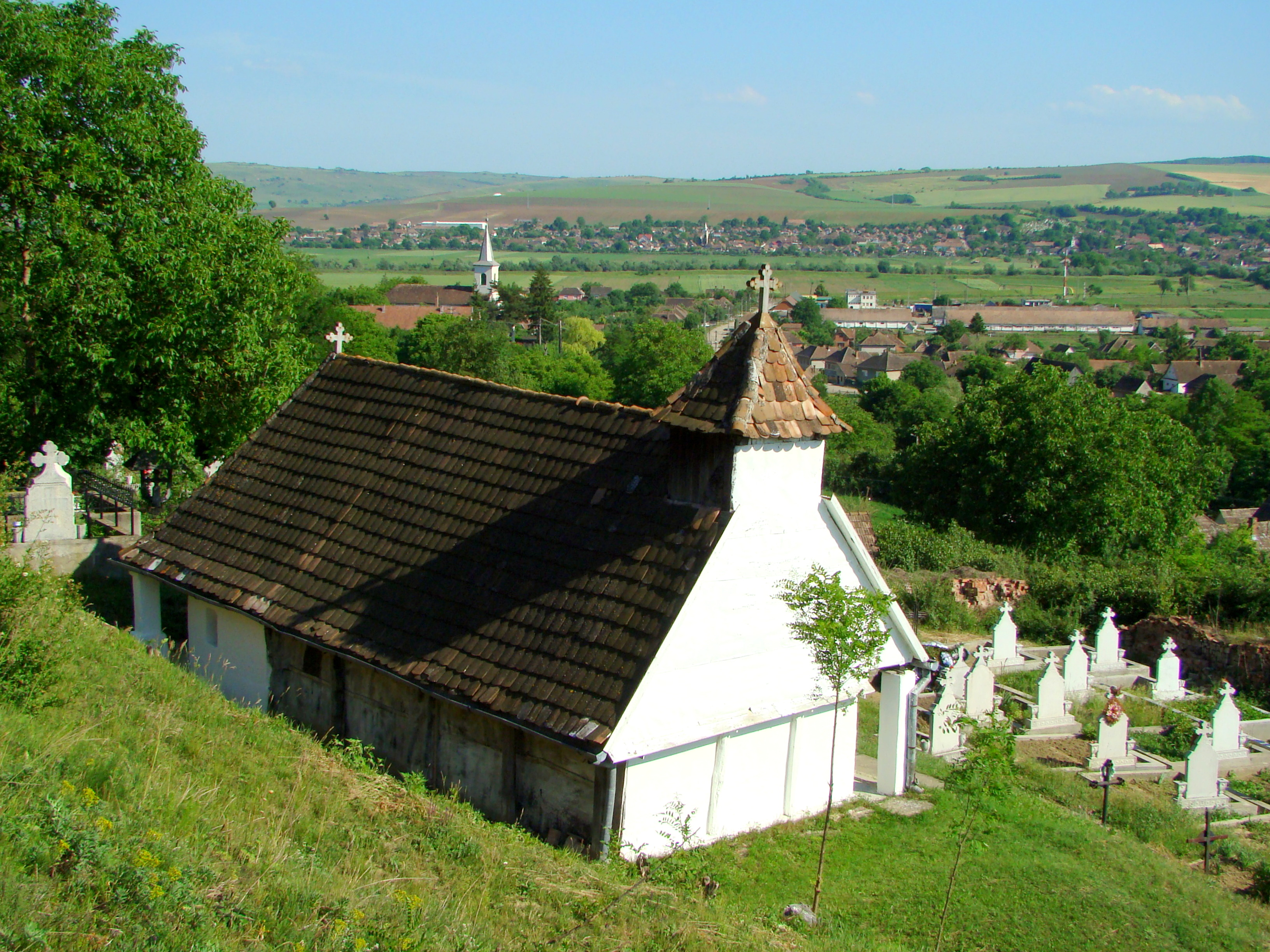
Biserica de lemn (monument istoric)